# .bj
Pour les articles homonymes, voir BJ.
.bj est le domaine de premier niveau national (country code top level domain : ccTLD) réservé au Bénin.